# ジョアン・ルーカス・ジ・アウメイダ・カルヴァーリョ
ジョアン・ルーカス・ジ・アウメイダ・カルヴァーリョ（João Lucas de Almeida Carvalho, 1998年3月9日 - ）は、ブラジル・ベロオリゾンテ出身のサッカー選手。サントスFC所属。ポジションはDF。

## 経歴
2019年にバングーACで選手となり、カンピオナート・カリオカで8試合に出場した。
同年5月9日にCRフラメンゴに移籍。
2021年5月4日、クイアバECに期限付き移籍 。同年12月31日に完全移籍となり、4年契約を結んだ。
2022年12月9日、サントスFCと3年契約を結んだ。